# Santiago de Tormes
Santiago de Tormes es un municipio de la comarca del Alto Tormes, en la provincia de Ávila, comunidad autónoma de Castilla y León, en España. Está situado entre la vertiente sur de la sierra de Villafranca (sierra de Castillejos) y las primeras estribaciones de la vertiente norte de la sierra de Gredos. El término municipal está atravesado por el río Tormes. Pertenece al partido judicial de Piedrahíta. 
El municipio está formado por los siguientes núcleos de población:
La Aliseda de Tormes (1140 m), Cardedal (1405 m), Horcajo de la Ribera (1475 m), La Lastra del Cano (1440 m), Lastrilla (1420 m) y Navasequilla (1648 m).

## Geografía
Tiene una superficie de 68,45 km².

## Demografía
Santiago del Tormes cuenta con una población de 107 habitantes (INE 2024).
| Gráfica de evolución demográfica de Santiago del Tormes entre 1981 y 2021 |
| |
| Población de derecho según los censos de población del INE. Población de hecho según los censos de población del INE.Entre el censo de 1981 y el anterior, aparece este municipio porque se fusionan los municipios La Aliseda de Tormes, Horcajo de la Ribera y La Lastra del Cano. |